# Syntheta albifusa
Syntheta albifusa är en fjärilsart som beskrevs av W. Warren 1913. Syntheta albifusa ingår i släktet Syntheta och familjen nattflyn. Inga underarter finns listade i Catalogue of Life.